# Sant Jordi de la Mina
Sant Jordi de la Mina (Sāo Jorge da Mina, nom original en portuguès) va ser un establiment fortificat de domini  portuguès, situat a l'Àfrica, sobre la costa del golf de Guinea, en el que és actualment l'estat de Ghana. Està inscrit en la llista del Patrimoni de la Humanitat de la UNESCO des del 1979, amb el nom de Forts i castells de les regions de Volta, d'Accra, Central i Occidental juntament amb altres deu castells i forts.

## Història
Va ser fundat el 1482 pel rei Joan II de Portugal, en l'època dels descobriments i va operar com un establiment important i port d'embarcament de productes africans cap a Portugal, principalment or.
Va romandre en poder de Portugal durant 155 anys, fins que va ser conquistat pels holandesos el 1637. Durant un temps, va ser el principal lloc de referència de la penetració portuguesa a l'Àfrica, mentre progressava en l'avanç de l'exploració i la conquesta del litoral cap al sud del continent.
Va ser molt freqüentada per les flotes portugueses, i la seva ruta es denominava ruta de Guinea. Així ho va esmentar Cristòfor Colom, en una carta als reis Ferran i Isabel, quan va fer una relació de la seva experiència marinera. El seu fill Hernando va assenyalar que l'almirall va viatjar diverses vegades a aquest port.

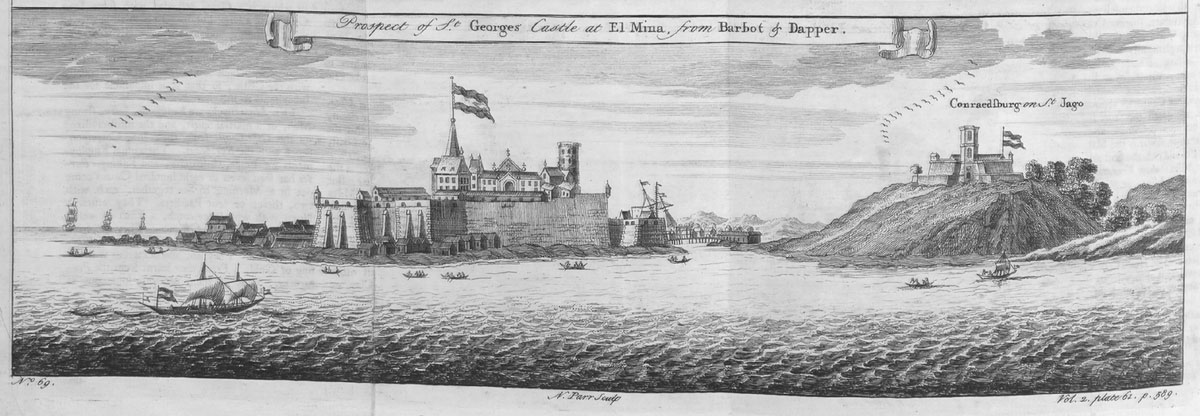
Antic dibuix dels forts St Jago i Sant Jordi de la Mina.

La regió s'anomena Costa d'Or. A la cartografia dels segles XV i XVI, es representava un castell, amb diferents noms, com: Castell da Mina, Mines del Rei de Portugal, A mina, Riu de Sant Giorgio de la Mina, Mina de Portugal, etc.
Actualment hi ha situada la ciutat d'Elmina.